# Joseph Hutter
Joseph Hutter, též Josef Hutter (2. května 1800 Graun im Vinschgau – 5. října 1878 Štýrský Hradec), byl rakouský politik německé národnosti ze Štýrska, v 60. letech 19. století poslanec Říšské rady.

## Biografie
V době svého působení v parlamentu je uváděn jako statkář v Knittelfeldu. Působil i jako městský syndik v Knittelfeldu.
Počátkem 60. let se zapojil do vysoké politiky. V zemských volbách v roce 1861 byl zvolen na Štýrský zemský sněm za kurii venkovských obcí. Působil také coby poslanec Říšské rady (celostátního parlamentu Rakouského císařství), kam ho delegoval Štýrský zemský sněm roku 1861 (Říšská rada tehdy ještě byla volena nepřímo, coby sbor delegátů zemských sněmů).